# 比蒂人
比蒂人，是生活在老撾北部琅南塔省的老聽族支系民族，人口約2000人，其中500人移入中國雲南居住，他們說屬孟-高棉語的比蒂語，也說寮語。
他們居住在干欄式建築，生計是種植水稻和蔬菜，他們信仰萬物有靈論，他們的男性宗教領袖稱莫姆。